# Кемперле (кантон)
Кемперле (фр. Quimperlé) — кантон во Франции, находится в регионе Бретань, департамент Финистер. Входит в состав округа Кемпер.

## История
До 2015 года в состав кантона входили коммуны Бай, Кемперле, Клоар-Карноэт, Меллак и Тремеван.
В результате реформы 2015 года состав кантона был изменен: в него вошли коммуны упраздненных кантонов Арзоно и Скаэр.

## Состав кантона с 22 марта 2015 года
В состав кантона входят коммуны (население по данным Национального института статистики за 2019 г.):
- Арзано (1 376 чел.)
- Бай (1 239 чел.)
- Гийигомарк (783 чел.)
- Кемперле (12 220 чел.)
- Керьен (1 689 чел.)
- Клоар-Карноэт (4 528 чел.)
- Локюноле (1 158 чел.)
- Меллак (3 242 чел.)
- Редене (2 917 чел.)
- Сен-Тюрьен (1 038 чел.)
- Тремеван (2 321 чел.)

## Политика
На президентских выборах 2022 г. жители кантона отдали в 1-м туре Эмманюэлю Макрону 28,1 % голосов против 22,6 % у Жана-Люка Меланшона и 20,9 % у Марин Ле Пен; во 2-м туре в кантоне победил Макрон, получивший 62,3 % голосов. (2017 год. 1 тур: Эмманюэль Макрон – 27,6 %, Жан-Люк Меланшон – 21,0 %, Марин Ле Пен – 16,2 %, Франсуа Фийон – 15,4 %; 2 тур: Макрон – 73,8 %. 2012 год. 1 тур: Франсуа Олланд — 33,6 %, Николя Саркози — 21,8 %, Марин Ле Пен — 13,2 %; 2 тур: Олланд — 61,9 %).
С 2021 года кантон в Совете департамента Финистер представляют вице-мэр коммуны Клоар-Карноэт Анн Марешаль (Anne Maréchal) и бывший мэр коммуны Меллак Бернар Пеллетер (Bernard Pelleter) (оба — Социалистическая партия).
|                | Кандидаты                          | Партия                   | Первый тур | Первый тур     | Второй тур | Второй тур |
| Кол-во голосов | Кандидаты                          | Партия                   | % голосов  | Кол-во голосов | % голосов  |            |
| -------------- | ---------------------------------- | ------------------------ | ---------- | -------------- | ---------- | ---------- |
|                | Анн Марешаль Бернар Пеллетер       | Левый блок               | 3 637      | 41,86          | 5 184      | 60,80      |
|                | Серж Нилли Франсуаза-Мари Стрит    | Правоцентристский блок   | 1 845      | 21,23          | 3 342      | 39,20      |
|                | Брижитт Клоарек Манюэль Потье      | Левый блок — Зелёные     | 1 669      | 19,21          |            |            |
|                | Кристин Ле Геринель Камиль Тротель | Национальное объединение | 1 538      | 17,70          |            |            |

|                | Кандидаты                    | Партия                  | Первый тур | Первый тур |
| Кол-во голосов | Кандидаты                    | Партия                  | % голосов  |            |
| -------------- | ---------------------------- | ----------------------- | ---------- | ---------- |
|                | Мишель Керне Анн Марешаль    | Социалистическая партия | 6 342      | 52,23      |
|                | Пьер Куэдло Кристин Фавеннек | Правый блок             | 3 342      | 27,52      |
|                | Жан-Ив Дюпортик Оливия Рузик | Национальный фронт      | 2 458      | 20,24      |